# Bangladesh Students’ Union

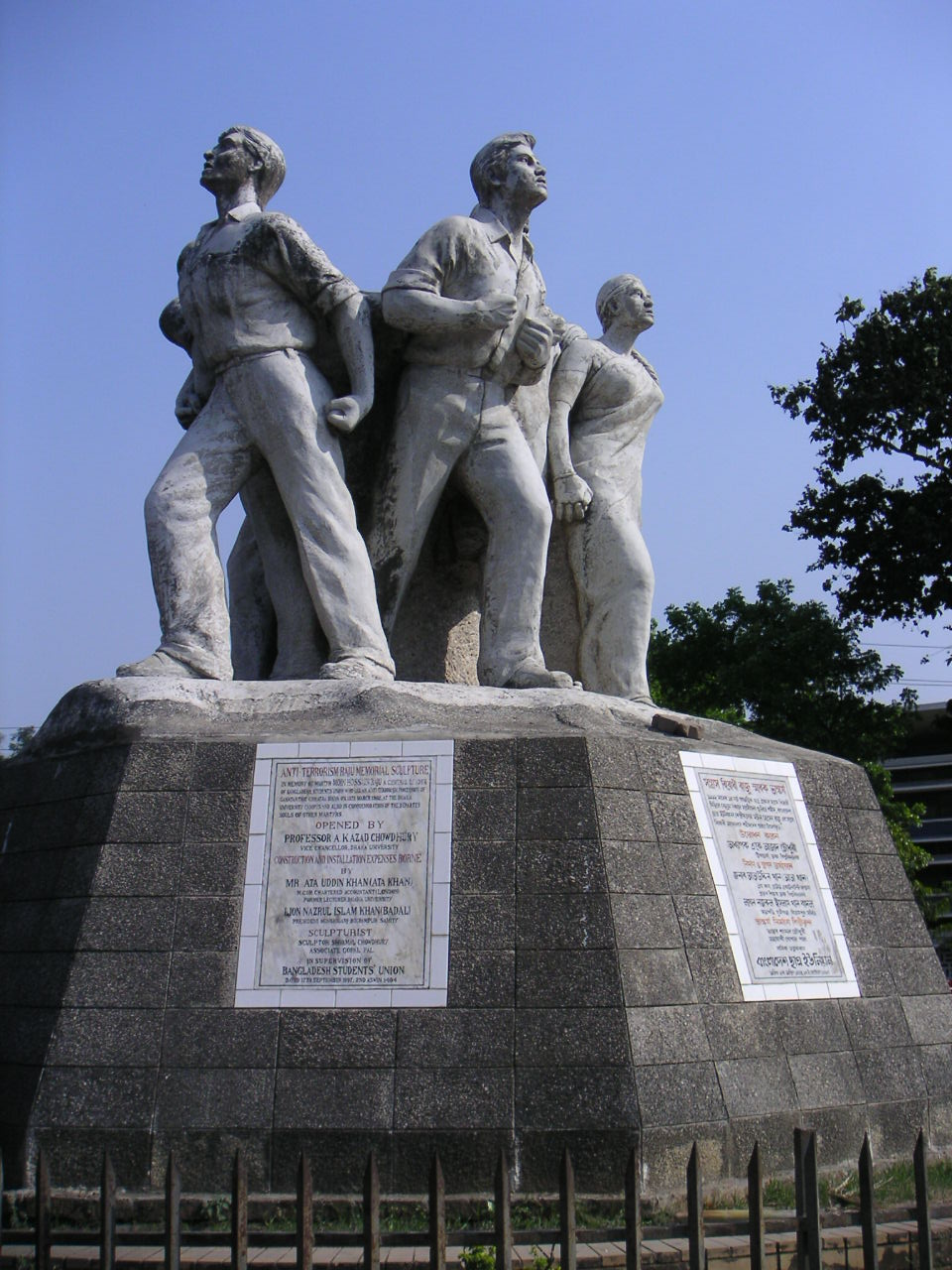
Anti Terrorism Raju Memorial Sculpture, ein Denkmal für einen Aktivisten der BSU am Campus der Dhaka University

Die Bangladesh Students’ Union (Chhatra Union, BSU, bengalisch বাংলাদেশ ছাত্র ইউনিয়ন) ist ein Studentenverband in Bangladesch. Der kommunistisch ausgerichtete Verband wurde 1952 gegründet. Er ist eine der führenden Studentenorganisationen in Bangladesch.

## Ziele

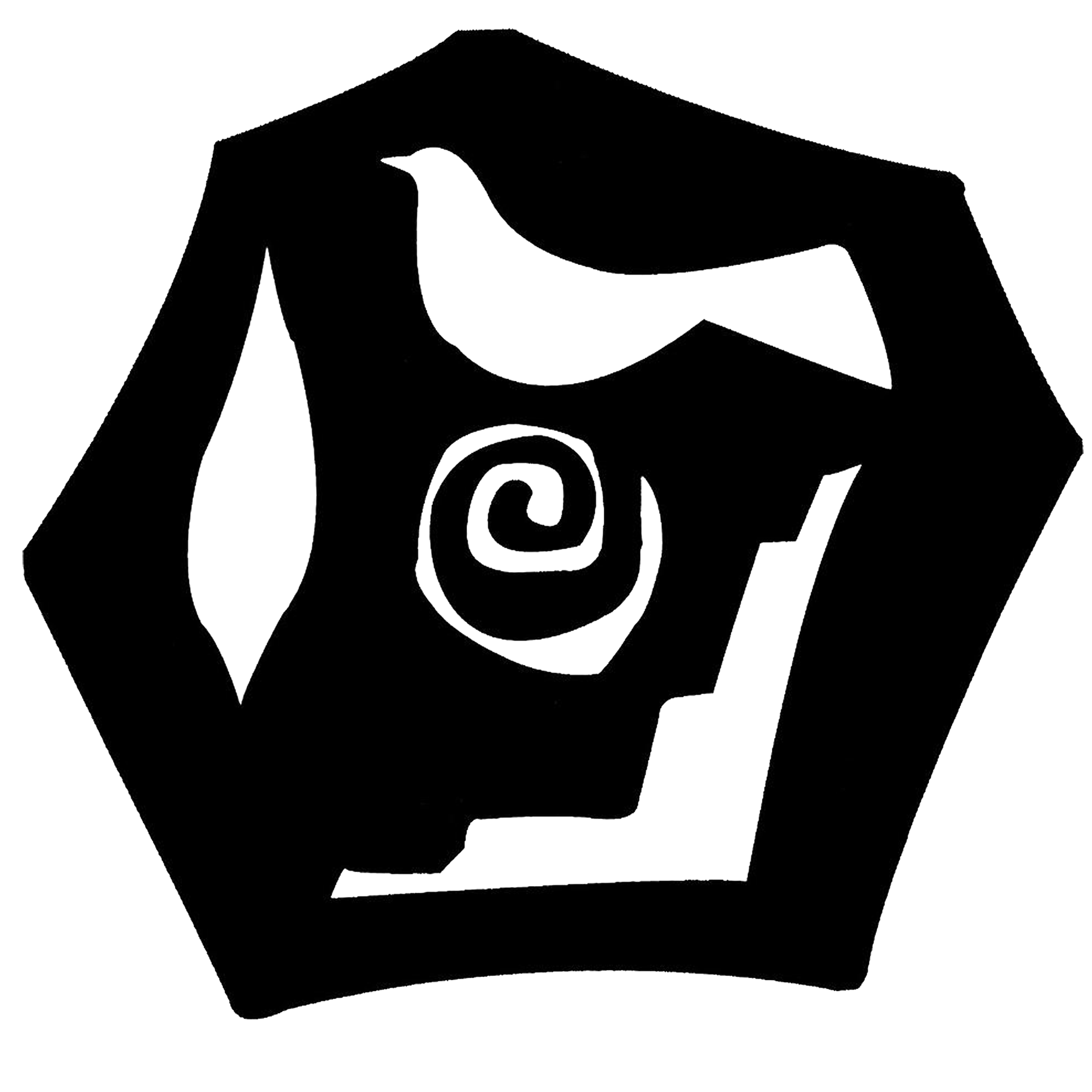
Logo der Bangladesch Students’ Union

Die Bangladesh Students’ Union arbeitet für Student- und Jugendrechte als säkulare und progressive Organisation in Bangladesch und international als Mitglied von verschiedenen internationale Organisationen.
Im Unterschied zu vielen anderen Studentenorganisationen ist die BSU nicht direkt an eine Partei gebunden.

## Organisation
Die Organisation ist eingeteilt in Brigaden und Flügel (wings). Die Zeitschrift des Verbandes heißt Joyodhwoni Der Verband wird geführt von einem Präsidenten mit dem Hauptquartier in Dhaka.